# 에르노 크리사
에르노 크리사(이탈리아어: Erno Crisa, 1924년 3월 10일~1968년 4월 5일)는 이탈리아의 배우이다.
비제르테에서 태어났으며 로마에서 사망하였다. 사인은 뇌출혈이다.

## 작품 목록

### 영화
- 슈가 콜트 (1966년)
- 클레오파트라 (1960년)
- 태양은 가득히 (1960년) - 리코르디 역
- 코사크 (1959년)
- 차타레 부인의 사랑 (1955년)
- 나폴리의 황금 (1954년)
- 화이트 라인 (1950년)